# Felipe Baca
Luis Felipe de Jesús Baca (1828 – 1874) fue un granjero y político norteamericano. Fundó la ciudad de Trinidad en el estado de Colorado, la cual nombró al condado de Baca en su honor.

## Biografía
Nació en la ciudad de Taos (Nuevo México) en 1828. Durante los 29 años que vivió ahí, se convirtió en un prospero granjero y ganadero, dedicado principalmente a la cría de ovejas. En su ciudad natal se casó con María Dolores Gonzales, con quien tuvo 9 hijos.

## Fundación de Trinidad
Baca solía hacer ruta desde su ciudad hacia Denver a Santa Fe para vender su producción. En 1860, cuando transportaba un cargamento de harina, se encontró con un fértil valle al lado del Río Purgatorio. De regreso a casa, examinó el potencial del terreno para la agricultura y el pastoreo. En otoño de ese año, se mudó junto a su familia a ese valle, reclamando una porción de las tierras bajas y esperando a la primavera para realizar sus primeros cultivos.
Al obtener la primera cosecha (principalmente de melones y granos), la llevó de vuelta a su ciudad para mostrárselas a sus paisanos, quienes rápidamente se animaron. En 1862, 12 familias de Taos se hicieron el camino por el Paso Ratón para mudarse junto a los Baca en el nuevo asentamiento.
Viviendo en el corazón de pueblo, Baca ejercía un liderazgo entre todos sus habitantes. En él, fundo en 1866 junto a William Hoene la Trinidad Town Company, la primera tienda general del lugar. Ese mismo año, el pueblo tendría una escuela y una iglesia católica, forjada en terrenos y con dinero donado por la familia Baca.

## Carrera política
Después de construir Trinidad, se involucró en la política territorial. En 1870, ganó un escaño como representante republicano en la Asamblea General de Colorado, el cual ocupó durante 2 años. Estaba a favor de la división del sur de Colorado, considerando que sería eclipsado por Denver. La mayoría anglo en la legislatura no estuvo de acuerdo y Colorado abarcó todo el territorio a partir de 1876, año en que se fundó el estado.

## Muerte
Murió en 1874 a la edad de cuarenta y seis años en el pueblo que fundó, Trinidad. Su testamento, que fue ejecutado pocos días después, lo señalaban como un hombre rico tanto en posesiones como en dinero. Toda la fortuna se repartió entre su esposa y sus 9 hijos.
Se encuentra enterrado en el Cementerio Católico de Trinidad.

## En la historia
- En 1889, la legislatura estadal aprobó el ordenamiento de un terreno de 2.500 millas cuadradas al sueste del estado que llevaría el nombre de condado de Baca, en honor al fundador de Trinidad.[1]
- En 1970, la casa que ocupó junto a su esposa fue listada en el Registro Nacional de Lugares Históricos como la Casa Baca, que funciona como un museo desde esa fecha. La propiedad fue adquirida en 1873, un año antes de su muerte, a cambio de 22.000 libras de lana.[6][7][8]